# قائمة المناطق البحرية المحمية في المملكة العربية السعودية
هذه قائمة المناطق البحرية المحمية الموجودة في المملكة العربية السعودية، بحسب ما أورده الصندوق العالمي للطبيعة.

## المناطق المحمية المُطوّرة
- متنزه جبوب اللطوب الوطني
- محمية دافة الدفي، دافة المسلمية، والحياة البحرية المرجانية
- متنزه عسير الوطني

## المناطق المحمية
- منطقة خور الجعفرية والجزر المحمية
- محمية الأحساء
- محمية جزيرة فرسان (جازان)
- محمية جزر أم القماري

## مناطق أخرى
- مجمع أبو علي/دوحة ودافة المسلمية (المنطقة الشرقية)
- أبو دودة
- جزر الحسني وليبانا
- المويلح (تبوك)
- خليج العقير (المنطقة الشرقية)
- ضفة الوجه (تبوك)
- جزيرة العربية
- الشعيبة ومصطبة (تبوك)
- الساحل جنوب شرم الزبير
- جزيرة الحرمل
- جزيرة حرقوص
- شاطئ الحميدة (الجوف)
- جزيرة جانا
- جدة الملح الأهوار
- جزيرة الجريد
- جزيرة كران (المنطقة الشرقية)
- خور عميق والرقة
- خور الوحلة
- خور اتواد
- خور نهود
- خور وهلان
- جزيرة كرين (المنطقة الشرقية)
- جزيرة ماركا (جدة)
- شاطئ مقنا الشمالي (تبوك)
- مرسى أم مسك
- مرسى الأصول
- شاطئ مستورة (المدينة المنورة)
- مرسى طويل
- شمال وجنوب شرم وسم والقهمة وجزر قادمبال
- شمال الشعاب المرجانية والجزر في ضفة فرسان الداخلية (جازان)
- شمال ضفة فرسان الخارجية للشعاب المرجانية وجزر الزراعة العضوية (جازان)
- أوريستيس بوينت
- سلسلة جزيرة قاليب
- قشران
- رأس أبو مد إلى شرم حاسي (تبوك)
- رأس البريدي سنة شرم الخور (تبوك)
- رأس خطيبة
- رأس سويحيل
- الصافية / مجمع خليج منيفة (المنطقة الشرقية)
- شرم دمغة وشرم عنتر
- شرم حبان إلى شرم المنيدينة
- شرم يحار إلى شرم جوبا
- شرم ينبع (المدينة المنورة)
- شرم الزبير
- شعب أبو اللقاء وشعب الكبير أ
- مجمع الشعب الأخضر للشعاب المرجانية
- الشعب الكبير
- جنوب خليج سلاوة
- شاطئ جيزان الجنوبي
- جنوب القنديفة
- مجمع خليج تاروت (المنطقة الشرقية)
- أم لاج (تبوك)
- المنطقة مدينة ينبع المحمية (المدينة المنورة)